# Людвіг Штуммель
Людвіг Штуммель (нім. Ludwig Stummel; 5 серпня 1898, Кевелар — 30 листопада 1983, Кронберг) — німецький офіцер, один із керівником військово-морської розвідки, контрадмірал крігсмаріне (1 травня 1943).

## Біографія
4 липня 1916 року вступив добровольцем у ВМФ. Закінчив військово-морське училище у Мюрвіку (1916). Служив на важкому крейсері «Фрея» (вересень-жовтень 1916), лінійних кораблях «Кронпринц» (листопад 1916 — квітня 1917) і «Ганновер» (березень-грудень 1918). Після демобілізації армії залишений на флоті; служив у берегових частинах та частинах морської піхоти. З 9 лютого 1924 року — офіцер зв'язку ВМФ (офіцер розвідки) у Ноймюнстері, з 21 жовтня 1926 року — в Південній Німеччині. 25 жовтня 1927 року переведений в інспекцію торпедного і мінного озброєння. Закінчив курс Вищого технічного училища у Берліні (1931). З 14 березня 1931 року — радіоофіцер на лінійному кораблі «Шлезвіг-Гольштейн». З 28 вересня 1933 по 30 вересня 1934 року — директор військово-морського училища зв'язку. З 25 вересня 1935 року — 4-й офіцер Адмірал-штабу у штабі командування флотом. 28 грудня 1939 року був переведений в Командне управління ОКМ, де очолив відділ військово-морської розвідки. З 16 червня 1941 року — начальник центрального відділу управлінської групи військово-морської розвідки. 1 травня 1943 року очолив всю групу. Перебуваючи в керівництві розвідки, значну частину війни Штуммель займався переважно питаннями стеження за флотами супротивника і забезпеченням цією інформацією військового командування. Водночас у липні-вересні 1943 року очолював тактичну радарну службу. 17 серпня 1944 року переведений в розпорядження головнокомандувача ВМС. З 14 листопада 1944 по 15 березня 1945 року — вищий начальник військово-морських училищ зв'язку і засобів виявлення. 8 травня 1945 року інтернований союзниками. 4 жовтня 1946 року звільнений.

## Нагороди
- Залізний хрест 2-го класу
- Хрест Левенфельда 2-го класу (31 травня 1920)
- Почесний хрест ветерана війни з мечами (19 лютого 1935)
- Медаль «За вислугу років у Вермахті» 4-го, 3-го і 2-го класу (18 років; 2 жовтня 1936) — отримав 3 нагороди одночасно.
- Застібка до Залізного хреста 2-го класу (20 листопада 1939)
- Медаль «У пам'ять 1 жовтня 1938 року» (20 грудня 1939)
- Залізний хрест 1-го класу
- Хрест Воєнних заслуг 2-го класу з мечами
- Орден «За військові заслуги» (Болгарія) 2-го ступеня з військовою відзнакою (осінь 1941)
- Орден «Святий Олександр», командорський хрест з мечами на кільці (Третє Болгарське царство)